# Ligne de tramway 453/1
Pour les articles homonymes, voir Ligne 453.
Ne doit pas être confondu avec Ligne de tramway 453/2.
La ligne 453/1 est une ancienne ligne de tramway vicinal de la Société nationale des chemins de fer vicinaux (SNCV) qui reliait Chimay à Cul-des-Sarts.

## Histoire
1er juin 1960 : suppression.

## Infrastructure

### Dépôts et stations
Nom : (gare) : quand le dépôt ou la station est accolé ou proche d'une gare.
Type : D : dépôt , S : station , Sf : si la station sert de gare douanière à la frontière , Sp : si la station est établie dans un bâtiment privé le plus souvent un café ou plus rarement une habitation privée.
| Illustration | Nom           | Type | Commune       | Localisation                | État          | Remarques |
| ------------ | ------------- | ---- | ------------- | --------------------------- | ------------- | --------- |
|              | Cul-des-Sarts |      |               |                             |               |           |
|              | Cul-des-Sarts |      |               |                             |               |           |
|              | Cul-des-Sarts |      |               |                             |               |           |
|              | Cul-des-Sarts |      |               |                             |               |           |
|              |               |      |               |                             |               |           |
|              | Cul-des-Sarts | D    | Cul-des-Sarts | 49° 57′ 43″ N, 4° 27′ 27″ E | Hors service. |           |
|              |               |      |               |                             |               |           |
|              | Forges        | D    | Forges        | 50° 01′ 20″ N, 4° 19′ 27″ E | Hors service. |           |

## Exploitation

### Horaires
Tableaux : 453 (1931), numéro de tableau partagé entre les lignes 453/1 et 453B.